# Кыпа-Чюэлькы
Кыпа-Чюэлькы (устар. Кыпа-Кюэль-Кы) — река в России, протекает по территории Ямало-Ненецкого АО. Устье реки находится в 48 км по левому берегу реки Варкы-Чюэлькы. Длина реки составляет 37 км. В 9 км от устья по правому берегу реки впадает река Чюэлькаптыкы.

## Данные водного реестра
По данным государственного водного реестра России относится к Нижнеобскому бассейновому округу, водохозяйственный участок реки — Таз. Речной бассейн реки — Таз.
Код объекта в государственном водном реестре — 15050000112115300066496.